# Joseph Osmond Barnard

Briefmarke mit dem Porträt von Barnard, herausgegeben 1991 anlässlich seines 175. Geburtstags

Joseph Osmond Barnard (* 10. August 1816 in Portsmouth; † 30. Mai 1865 in Grand Port, Mauritius) war ein britischer Graveur und Miniaturmaler, der die ersten Briefmarken von Mauritius entworfen hat, die allgemein als Rote und Blaue Mauritius bekannt sind.

## Leben
Barnard kam 1838 nach Mauritius, seine Überfahrt auf die damals britische Kolonie verdiente er sich als Stauer. In der Folgezeit bestritt er seinen Lebensunterhalt mit dem Gravieren von Schmuck, der Herstellung von Visitenkarten und dem Malen von Miniaturporträts. Seit 1839 war er mit einer Frau niederländischer Abstammung verheiratet, mit der er 10 Kinder hatte.
1847 wurde er vom Generalpostmeister James S. Brownrigg mit dem Entwurf und dem Druck der ersten Briefmarken der Kolonie betraut. Diese kamen am 21. September 1847 an die Postschalter und waren nach wenigen Wochen ausverkauft. Barnard erhielt den Auftrag, neue Druckplatten anzufertigen, die jeweils 12 Marken der Wertstufen 1 Penny und 2 Pence pro Druckplatte enthielten. Diese Druckplatten lieferte er am 2. Mai 1848 ab, die damit gedruckten Marken blieben bis 1859 in Gebrauch.
Barnard eröffnete eine Stauerei, die sich auf das Laden und Löschen von Handelsschiffen in Port Louis spezialisierte. Von den Gewinnen erwarb er 1862 eine Zuckerrohr-Plantage im Süden von Mauritius, die er bis zu seinem Tod betrieb.

## Ehrungen
Anlässlich seines 175. Geburtstages im Jahre 1991 gab die Postverwaltung von Mauritius einer Sonderbriefmarke mit dem Porträt Osmonds und einer Abbildung der Blauen Mauritius heraus.